# 울산우정혁신도시
울산우정혁신도시는 울산광역시 중구에 조성중인 혁신도시이다.

## 행정
- 우정동
- 복산동
- 유곡동
- 태화동

## 이전 기관
- 한국동서발전
- 한국에너지공단
- 에너지경제연구원
- 한국석유공사
- 근로복지공단
- 한국산업인력공단
- 고용노동부 고객상담센터
- 한국산업안전보건공단
- 국립재난안전연구원
- 도로교통공단 운전면허본부